# Максуд Сюндукле
Максуд Сюндукле (справжнє ім'я — Садик Мубінович Максудов; 1904—1981) — татарський і башкирський поет, перекладач. Член Спілки письменників Башкирської АРСР. Заслужений працівник культури Башкирської АРСР.
Народився 2 (15) вересня в селі Сюндюково (нині Тетюський район Татарстан).
Початкову освіту здобув у медресе рідного села. У 1924 році Садик поїхав на Донбас, де почав своє трудове життя чорноробом 1-ї шахти «Артемвугілля» міста Артемівська. У 1925—1927 роках навчався в радпартшколі Артемівська, після закінчення навчання три роки працював на Щербинівському руднику вчителем лікнепу для робітників татарської та башкирської національності.
Член КПРС з 1930 року. У 1931—1935 роках працював літературним співробітником в татарській газеті «Пролетар» (міста Сталіно).
У 1935 році на запрошення письменника Даута Юлтиєва переїжджає в Башкортостан і з цього часу живе в Уфі. Тут він працює журналістом і літературним співробітником Республіканського комітету з радіофікації і радіомовлення при Раднаркомі Башкирської АРСР. Член Спілки письменників Башкирської АРСР з 1937 року.
У 1941-43 роках служив в лавах Червоної Армії.

Після війни працював літературним співробітником редакцій журналу Әдәби Башкортостан і республіканських газет.
У 1971 році ім'я поета було занесено в Уфимську міську книгу пошани. У 1975 році Максуду Сюндюкле присвоєно звання «Заслужений працівник культури Башкирської АРСР».